# Élections sénatoriales de 2014 dans le Finistère
Les élections sénatoriales de 2014 dans le Finistère ont lieu le dimanche 28 septembre 2014. Elles ont pour but d'élire les quatre sénateurs représentant le département au Sénat pour un mandat de six années.

## Contexte départemental
Lors des Élections sénatoriales de 2008 dans le Finistère, quatre sénateurs ont été élus au scrutin proportionnel : trois socialistes et un UMP.
Depuis, le collège électoral, constitué des grands électeurs que sont les sénateurs sortants, les députés, les conseillers régionaux, les conseillers généraux et les délégués des conseils municipaux, a été renouvelé en quasi-totalité par les élections législatives françaises de 2012 qui ont vu l'ensemble des huit circonscriptions du Finistère élire des députés socialistes ou apparentés, les élections régionales de 2010 qui ont conforté la majorité de gauche au conseil régional, les élections cantonales de 2011 qui n'ont pas changé les rapports de force dans le Finistère et surtout les élections municipales de 2014 qui ont vu un net recul de la gauche qui, pour ce qui est des communes de plus de 5 000 habitants, a perdu Quimper, Lannilis, Plabennec, Pont-l'Abbé, Rosporden et Scaër, pertes que ne compensent que très partiellement les conquêtes de Quimperlé et Lesneven.

## Rappel des résultats de 2008
| Tête de liste  | Tête de liste     | Liste          | Voix  | %      | Élus |
| -------------- | ----------------- | -------------- | ----- | ------ | ---- |
|                | François Marc     | PS             | 922   | 44,20  | 3    |
|                | Philippe Paul     | UMP            | 549   | 26,32  | 1    |
|                | Michel Canévet    | MoDem          | 290   | 13,90  |      |
|                | Christian Troadec | UDB            | 164   | 7,86   |      |
|                | Antoine Corolleur | DVD            | 89    | 4,27   |      |
|                | Jean Augereau     | Verts          | 70    | 3,36   |      |
|                | Marie-Anne Haas   | FN             | 2     | 0,10   |      |
|                |                   |                |       |        |      |
| Inscrits       | Inscrits          | Inscrits       | 2 095 | 100,00 |      |
| Abstentions    | Abstentions       | Abstentions    | 21    | 1,00   |      |
| Votants        | Votants           | Votants        | 2 074 | 99,00  |      |
| Blancs et nuls | Blancs et nuls    | Blancs et nuls | 26    | 1,25   |      |
| Exprimés       | Exprimés          | Exprimés       | 2 048 | 98,75  |      |

## Sénateurs sortants
| Sénateur | Sénateur          | Parti | Autre fonction                    |
| -------- | ----------------- | ----- | --------------------------------- |
|          | François Marc     | PS    | Vice-président du conseil général |
|          | Maryvonne Blondin | PS    | Vice-président du conseil général |
|          | Jean-Luc Fichet   | PS    | Maire de Lanmeur                  |
|          | Philippe Paul     | UMP   | Maire de Douarnenez               |

## Collège électoral
En application des règles applicables pour les élections sénatoriales françaises, le collège électoral appelé à élire les sénateurs du Finistère en 2014 se compose de la manière suivante:
| Délégués des communes                                                                         |                        |                       |                       |          |                     |
|                                                                                               | Conseillers municipaux | Délégués / commune    | Communes concernées   | Délégués | % collège électoral |
| Délégués des communes de moins de 9 000 habitants                                             |                        |                       |                       |          |                     |
| - communes de < 100 habitants                                                                 | 7                      | 1                     | 0                     | 0        | 0,00%               |
| - communes de < 500 habitants                                                                 | 11                     | 1                     | 31                    | 31       | 1,36%               |
| - communes de < 1 500 habitants                                                               | 15                     | 3                     | 107                   | 321      | 14,11%              |
| - communes de < 2 500 habitants                                                               | 19                     | 5                     | 56                    | 280      | 12,31%              |
| - communes de < 3 500 habitants                                                               | 23                     | 7                     | 29                    | 203      | 8,92%               |
| - communes de < 5 000 habitants                                                               | 27                     | 15                    | 25                    | 375      | 16,48%              |
| - communes de < 9 000 habitants (hors Rosporden)                                              | 29                     | 15                    | 21                    | 315      | 13,85%              |
| Délégués des communes de 9 000 à 29 999 habitants                                             |                        |                       |                       |          |                     |
| - communes de < 10 000 habitants                                                              | 29                     | 29                    | 2                     | 58       | 2,55%               |
| - communes de < 20 000 habitants                                                              | 33                     | 33                    | 9                     | 297      | 13,05%              |
| - communes de < 30 000 habitants                                                              | 39                     | 39                    | 0                     | 0        | 0,00%               |
| Délégués des communes de 30 000 habitants et plus                                             |                        |                       |                       |          |                     |
| - Quimper (63 235 hab.)                                                                       | 49                     | 90                    | 1                     | 90       | 3,96%               |
| - Brest (140 547 hab.)                                                                        | 55                     | 193                   | 1                     | 193      | 8,48%               |
| Délégués des communes bénéficiant des dispositions particulières pour les communes fusionnées |                        |                       |                       |          |                     |
| - Rosporden                                                                                   | 29                     | 22                    | 1                     | 22       | 1,01%               |
| Délégués des communes                                                                         | Délégués des communes  | Délégués des communes | Délégués des communes | 2 185    | 96,04%              |
| Conseillers généraux                                                                          | Conseillers généraux   | Conseillers généraux  | Conseillers généraux  | 54       | 2,37%               |
| Conseillers régionaux                                                                         | Conseillers régionaux  | Conseillers régionaux | Conseillers régionaux | 24       | 1,05%               |
| Députés                                                                                       | Députés                | Députés               | Députés               | 8        | 0,35%               |
| Sénateurs                                                                                     | Sénateurs              | Sénateurs             | Sénateurs             | 4        | 0,18%               |
| Total                                                                                         | Total                  | Total                 | Total                 | 2275     | 100.00%             |

1. ↑  Dans les communes de moins de 9 000 le conseil municipal élit en son sein des délégués dont le nombre dépend de la taille de la commune.
2. ↑  Dans les communes de 9 000 à 29 999 habitants, tous les conseillers municipaux sont délégués. Il n'y a pas de délégués supplémentaires
3. ↑  Dans les communes de plus de 30 000 habitants, tous les conseillers municipaux sont délégués et, en complément, le conseil municipal désigne des délégués supplémentaires à raison de 1 par tranche de 800 habitants au-delà de 30 000 habitants
4. ↑  « Dans le cas où le conseil municipal est constitué par application des articles L. 2113-6 et L. 2113-7 du code général des collectivités territoriales relatif aux fusions de communes dans leur rédaction antérieure à la loi no 2010-1563 du 16 décembre 2010 de réforme des collectivités territoriales, le nombre de délégués est égal à celui auquel les anciennes communes auraient eu droit avant la fusion. » (Code électoral, article L284)
5. ↑  Rosporden: 7 334 hab. dont 2 664 pour la commune associée de Kernevel, soit 15 délégués pour Rosporden hors Kernevel et 7 pour Kernevel, soit 22 délégués.

## Présentation des candidats
Les nouveaux représentants sont élus pour une législature de 6 ans au suffrage universel indirect par les grands électeurs du département. Dans le Finistère, les quatre sénateurs sont élus au scrutin proportionnel plurinominal. Chaque liste de candidats est obligatoirement paritaire et alterne entre les hommes et les femmes. 9 listes ont été déposées dans le département, comportant chacune 6 noms. Elles sont présentées ici dans l'ordre de leur dépôt à la préfecture et comportent l'intitulé figurant aux dossiers de candidature,:

### Front national
| N° | Candidats | Candidats         | Parti | Principales fonctions |
| -- | --------- | ----------------- | ----- | --------------------- |
| 01 |           | Renée Thomaïdis   | FN    |                       |
| 02 |           | Alain Delgrange   | FN    |                       |
| 03 |           | Dominique Rozec   | FN    |                       |
| 04 |           | Manuel Rodrigues  | FN    |                       |
| 05 |           | Michèle Languille | FN    |                       |
| 06 |           | Eric Dechamps     | FN    |                       |

### Mouvement Bretagne et progrès
| N° | Candidats | Candidats         | Parti | Principales fonctions                         |
| -- | --------- | ----------------- | ----- | --------------------------------------------- |
| 01 |           | Christian Troadec | MBP   | Conseiller général, maire de Carhaix-Plouguer |
| 02 |           | Corinne Nicole    | MBP   | Conseillère municipale de Scrignac            |
| 03 |           | Dominique Lambert | UDI   | Conseiller municipal de Quimper               |
| 04 |           | Marie-Donnard     | MBP   |                                               |
| 05 |           | André Lavanant    | MBP   |                                               |
| 06 |           | Valérie Bescond   | MBP   |                                               |

### Union des démocrates et indépendants
| N° | Candidats | Candidats        | Parti | Principales fonctions                         |
| -- | --------- | ---------------- | ----- | --------------------------------------------- |
| 01 |           | Michel Canévet   | UDI   | Conseiller général, maire de Plonéour-Lanvern |
| 02 |           | Viviane Godebert | UDI   | Maire de Locmaria-Plouzané                    |
| 03 |           | Pascal Goulaouic | UDI   | Maire de Plounéour-Trez                       |
| 04 |           | Annick Barré     | UDI   | Maire de Laz                                  |
| 05 |           | Didier le Duc    | UDI   | Premier adjoint au maire de Scaër             |
| 06 |           | Aline Chevaucher | UDI   | Maire de Plouénan                             |

### Front de gauche
| N° | Candidats | Candidats                | Parti | Principales fonctions            |
| -- | --------- | ------------------------ | ----- | -------------------------------- |
| 01 |           | Ismaël Dupont            | PCF   | Conseiller municipal de Morlaix  |
| 02 |           | Véronique Blanchet       | PCF   |                                  |
| 03 |           | Paul Quemener            | PCF   | Maire de Berrien                 |
| 04 |           | Christine Panaget-Le Roy | PCF   |                                  |
| 05 |           | Michel Le Goff           | PCF   | Conseiller municipal de Bannalec |
| 06 |           | Noëlle Péoc'h            | PCF   |                                  |

### Union pour un mouvement populaire
| N° | Candidats | Candidats       | Parti | Principales fonctions                 |
| -- | --------- | --------------- | ----- | ------------------------------------- |
| 01 |           | Philippe Paul   | UMP   | Sénateur sortant, maire de Douarnenez |
| 02 |           | Agnès Le Brun   | UMP   | Maire de Morlaix                      |
| 03 |           | Dominique Cap   | UMP   | Maire de Plougastel-Daoulas           |
| 04 |           | Valérie Gomes   | UMP   | Conseillère municipale de Ploumoguer  |
| 05 |           | Ludovic Jolivet | UMP   | Maire de Quimper                      |
| 06 |           | Cécile Nay      | UMP   | Maire de Gouézec                      |

### Europe Écologie Les Verts
| N° | Candidats | Candidats                  | Parti | Principales fonctions                      |
| -- | --------- | -------------------------- | ----- | ------------------------------------------ |
| 01 |           | Nathalie Chaline           | EELV  | Adjointe au maire de Brest                 |
| 02 |           | Jean Cathala               | EELV  |                                            |
| 03 |           | Marie-Andrée Jérôme-Clovis | EELV  |                                            |
| 04 |           | Christophe Winckler        | EELV  |                                            |
| 05 |           | Magali Deval               | EELV  |                                            |
| 06 |           | Serge Borvon               | EELV  | Conseiller municipal de Plougastel-Daoulas |

### Parti socialiste
| N° | Candidats | Candidats            | Parti | Principales fonctions                                 |
| -- | --------- | -------------------- | ----- | ----------------------------------------------------- |
| 01 |           | François Marc        | PS    | Sénateur sortant, conseiller général                  |
| 02 |           | Maryvonne Blondin    | PS    | Sénatrice sortante, conseillère générale              |
| 03 |           | Jean-Luc Fichet      | PS    | Sénateur sortant, maire de Lanmeur                    |
| 04 |           | Bernadette Abiven    | PS    | Première adjointe au maire de Brest                   |
| 05 |           | Michaël Quernez      | PS    | Maire de Quimperlé, vice-président du conseil général |
| 06 |           | Henriette Le Brigand | PS    | Maire de Coray                                        |

### Union démocratique bretonne
| N° | Candidats | Candidats             | Parti | Principales fonctions                             |
| -- | --------- | --------------------- | ----- | ------------------------------------------------- |
| 01 |           | Paul Guéguéniat       | UDB   | Conseiller municipal de Saint-Yvi                 |
| 02 |           | Anne-Marie Kervern    | UDB   | Adjointe au maire de Brest                        |
| 03 |           | Ronan Divard          | UDB   | Conseiller municipal de Loperhet                  |
| 04 |           | Géraldine Chéreau     | UDB   | Conseillère municipale de Quimperlé               |
| 05 |           | Christian Guyonvarc'h | UDB   | Conseiller régional, adjoint au maire de Guipavas |
| 06 |           | Florence Dhervé       | UDB   |                                                   |

### Sans étiquette
| N° | Candidats | Candidats            | Parti | Principales fonctions |
| -- | --------- | -------------------- | ----- | --------------------- |
| 01 |           | Magali Lepape        | DIV   |                       |
| 02 |           | Christian Diat       | DIV   |                       |
| 03 |           | Isabelle Clavier     | DIV   |                       |
| 04 |           | Cédric Anglard       | DIV   |                       |
| 05 |           | Chrystelle Mathillon | DIV   |                       |
| 06 |           | Pascal Turcot        | DIV   |                       |

## Résultats
| Tête de liste | Tête de liste     | Liste       | Voix  | %      | Sièges |
| ------------- | ----------------- | ----------- | ----- | ------ | ------ |
|               | François Marc     | PS          | 782   | 34,93  | 2      |
|               | Philippe Paul     | UMP         | 668   | 29,83  | 1      |
|               | Michel Canévet    | UDI         | 401   | 17,91  | 1      |
|               | Christian Troadec | MBP-UDI     | 123   | 5,49   |        |
|               | Nathalie Chaline  | EELV        | 99    | 4,42   |        |
|               | Ismaël Dupont     | PCF         | 84    | 3,75   |        |
|               | Paul Guéguéniat   | UDB         | 38    | 1,70   |        |
|               | Renée Thomaïdis   | FN          | 31    | 1,38   |        |
|               | Magali Lepape     | DIV         | 13    | 0,58   |        |
|               |                   |             |       |        |        |
| Inscrits      | Inscrits          | Inscrits    | 2 275 | 100,00 |        |
| Abstentions   | Abstentions       | Abstentions | 8     | 0,35   |        |
| Votants       | Votants           | Votants     | 2 267 | 99,65  |        |
| Blancs        | Blancs            | Blancs      | 9     | 0,40   |        |
| Nuls          | Nuls              | Nuls        | 19    | 0,84   |        |
| Exprimés      | Exprimés          | Exprimés    | 2 239 | 98,76  |        |

## Sénateurs élus
| Sénateur | Sénateur          | Parti | Autre fonction                    |
| -------- | ----------------- | ----- | --------------------------------- |
|          | François Marc     | PS    | Vice-président du conseil général |
|          | Maryvonne Blondin | PS    | Vice-président du conseil général |
|          | Philippe Paul     | UMP   | Maire de Douarnenez               |
|          | Michel Canévet    | UDI   | Maire de Plonéour-Lanvern         |